# Latifa Habachi
Latifa Habachi (sinh ngày 13 tháng 8 năm 1972) là luật sư và chính trị gia người Tunisia, là thành viên của Hội đồng Đại diện Nhân dân Tunisia.

## Tiểu sử
Habachi sinh ngày 13 tháng 8 năm 1972 tại Tunis, trong một gia đình có 12 người con. Bà học trường cấp hai tại Omrane Superior. Bà có bằng thạc sĩ và bằng tốt nghiệp môn Khoa học pháp lý từ khoa Luật ở trường Đại học El Manar - Tunis.

## Sự nghiệp
Habachi bắt đầu làm luật sư vào năm 1995. Bà là Phó chủ tịch Hiệp hội Luật sư trẻ Tunisia và tình nguyện tham gia các phiên tòa chính trị. Bà tham gia một cuộc biểu tình của các luật sư sau vụ tự thiêu của Mohamed Bouazizi. Vào ngày 31 tháng 12 năm 2010, bà bị lực lượng dân quân tự vệ bắt cóc khi ra hầu tòa.
Habachi trở thành thành viên của phong trào Hồi giáo khi đang theo học tại trường đại học. Năm 2011, bà được bầu làm thành viên Quốc hội lập hiến Tunisia (NCA), đại diện cho đảng Phong trào Ennahda cho khu vực bầu cử của thành phố Manouba. Bà góp công trong việc soạn thảo Hiến pháp Tunisia 2014.
Habachi được tái bổ nhiệm vào Hội đồng đại diện nhân dân năm 2014. Năm 2014, Habachi và Sana Mersni đã đề xuất sửa đổi hiến pháp để trao quyền cho chính phủ nhằm đề cử các thành viên ngành Tư pháp. Đề xuất đã bị phản đối mạnh mẽ bởi các thành viên Mặt trận Nhân chủ thực hiện các Mục tiêu của cuộc Cách mạng (gọi tắt là Mặt trận Dân chủ) và Khối Dân chủ đối lập. Sự phản đối ấy dẫn đến một cuộc kêu gọi đình công Tổ chức Thẩm phán Tunisia.Tuy nhiên đề xuất được thông qua nhờ 109 phiếu chấp thuận. Habachi là phó chủ tịch Ủy ban Pháp lý chung.
Năm 2016, Habachi tham gia vào Liên minh phụ nữ quốc tế có tên "Chiếc thuyền phụ nữ dải Gaza" ("The Women's Boat for Gaza"), tìm cách chấm dứt sự phong tỏa đang diễn ra ở Dải Gaza.

## Đời tư
Habachi lập gia đình và có ba con trai. Bà bắt đầu đeo khăn phủ đầu Hồi giáo lúc 16 tuổi, nhưng đã thôi đeo khi bà bị cấm làm việc và chồng cô suýt bị cầm tù.